# Строганов Павло Олександрович
Павло Олександрович Строганов (фр. Pavel Alexandrovitch Stroganov, рос. Павел Александрович Строганов; нар. 7 (18) червня 1774, Париж — пом. 10 (22) червня 1817, біля Копенгагена) — граф, генерал-лейтенант, генерал-ад'ютант із роду Строганових. За часи Французької революції був членом якобінського клубу («громадянин Очер»). Член Негласного комітету. Герой війни з Наполеоном. У родині відомий як «Попо».

## Походження і дитинство

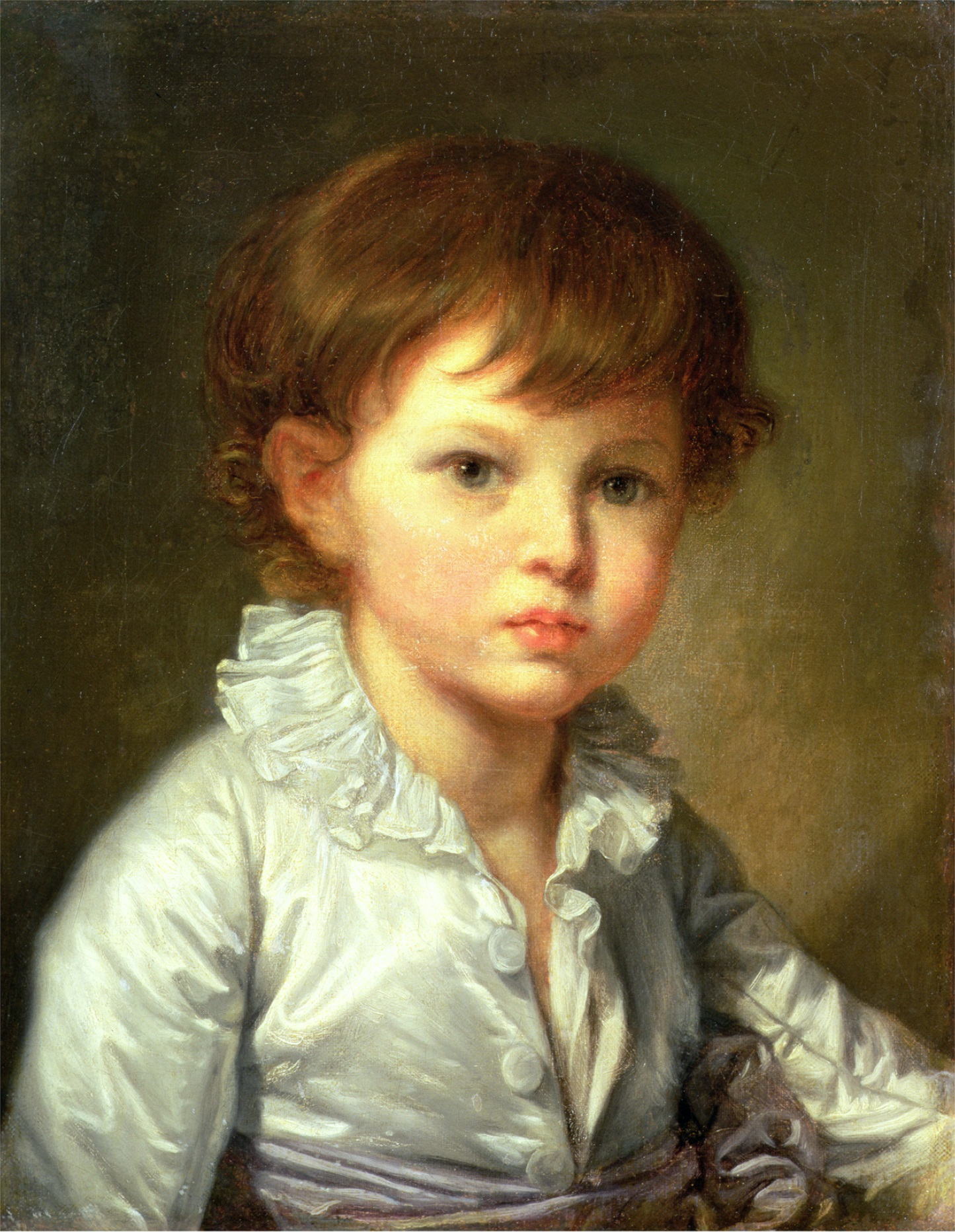
Портрет Павла Строганова в дитинстві. Художник Жан Грез (1778)

Павло Олександрович Строганов народився 7 червня 1774 року в Парижі. Дослідникам не вдалося достовірно підтвердити рік його народження й у своїх припущеннях вони посилаються лише на встановлений Павлу Олександровичу надгробний пам'ятник. Сам же Павло Строганов вважав, що народився 1772 року.
Батьки Павла — граф Олександр Сергійович (1733—1811, один з найбагатших людей Російської імперії) і княжна Катерина Петрівна (уроджена Трубецька, дочка князя Петра Микитовича Трубецького) походили зі шляхецьких родин. Після весілля, Олександр Сергійович (одружився вдруге) разом із Катериною Петрівною, у липні 1769 року переїхали до Парижа. Подружжя було представлено королівському двору Людовика XVI і Марії-Антуанетти. Хрещеним батьком Павла Олександровича був російський імператор Павло I, а другом дитинства — цесаревич Олександр Павлович.
1779 року родина повернулася до Санкт-Петербурга. Того ж року, Катерина Петрівна покинула сім'ю через фаворита імператриці Катерини II — Івана Римського-Корсакова.
У період між 1779 до 1786 рр. освітою Павла Олександровича займався Шарль-Жильбер Ромм (1750—1795), якого запросив батько з Парижа.  Олександр Сергійович, щоб приховати сімейний розлад від сина, вирішив відправити юного Попо в подорож разом із французьким вчителем.  
Вони мандрували через Москву, Нижній Новгород і Казань на Урал (1781), до Виборга й до водоспаду Іматра (1783), подорожували Карелією, Білим морем, відвідали Соловки (1784), Київ (1785), Крим (1786).  

Павло Олександрович вільно володів французькою мовою і вважав її рідною, але після переїзду до Російської імперії у віці 7—12 рр. із захопленням вивчав російську мову й православ'я. Шарль-Жильбер Ромм був прибічником теорії Жана-Жака Руссо, яка й передбачала регулярне навчання дітей у віці 12 років. Вчитель писав: 

Особливий інтерес у Павла викликало Святе Письмо. У хвилини, коли ми можемо щось прочитати, я йому пропоную різноманітні цікаві твори, які б він міг слухати із задоволенням, але він постійно надавав перевагу Старому чи Новому Завіту.
У результаті між вчителем і Павлом постійно точилися суперечки. Шарль-Жильбер Ромм намагався виховати в Павла «природну» людину, скаржився на його «надмірну жвавість», «інертність і лінь». Вчитель та учень сварилися, могли не розмовляти цілими днями, спілкувалися виключно через листування.
На освіту сина граф Олександр Сергійович не шкодував грошей. Так, для занять з географії він замовив французькому художнику Жану Балтазару де ла Траверсу альбом із краєвидами. Для цього Олександр Сергійович відправив художника до Москви, згодом до Фінляндії і Калмикії, проплатив подорож Волгою. Жан де ла Балтазар зображував гуашшю та аквареллю різні міста, монастирі й маєтки Російської імперії. Альбом «Мандрівний художник» вміщував понад 200 малюнків написаних в єдиному екземплярі (близько 100 робіт з нього збереглись).
Павло Олександрович 1779 року записався на військову службу корнетом лейб-гвардії Кінного полку. 1786 року отримав чин підпоручника лейбгвардії Преображенського полку. Того часу, Павло Строганов служив у князя Григорія Олександровича Потьомкіна, який дозволив йому покинути територію Російської імперії, щоб завершити навчання. У супроводі французького вчителя, художника Андрія Вороніхіна (колишній кріпак Строганових, а згодом відомий архітектор) і свого кузена, Григорія Олександровича Строганова, Павло Олександрович у період між 1786 до 1789 рр. здійснив подорож Європою, відвідав Швейцарію, Італію, Австрію, Пруссію, Францію, за деякими даними, побував у Великій Британії. Насамперед він побував у Ріомі — рідне місто вчителя Ромма. 1787 року навчався ботаніки в Університеті Женеви. Згодом, Павло Олександрович Строганов вивчав богослов'я, хімію і фізику. Крім цього, практикував німецьку мову, займався фехтуванням і верховою їздою. У вільний час здійснював походи в гори й захоплювався мінералогією. У кінці травня 1788 року Ромм і граф Павло залишили Швейцарію і переїхали до міста Овернь, у рідний дім матері Ромма. Згодом відвідали Ле-Крезо й Ліон. Через листування Павло Олександрович повідомив батька про бажання взяти участь у скликанні Генеральних штатів у Парижі.

## Французька революція

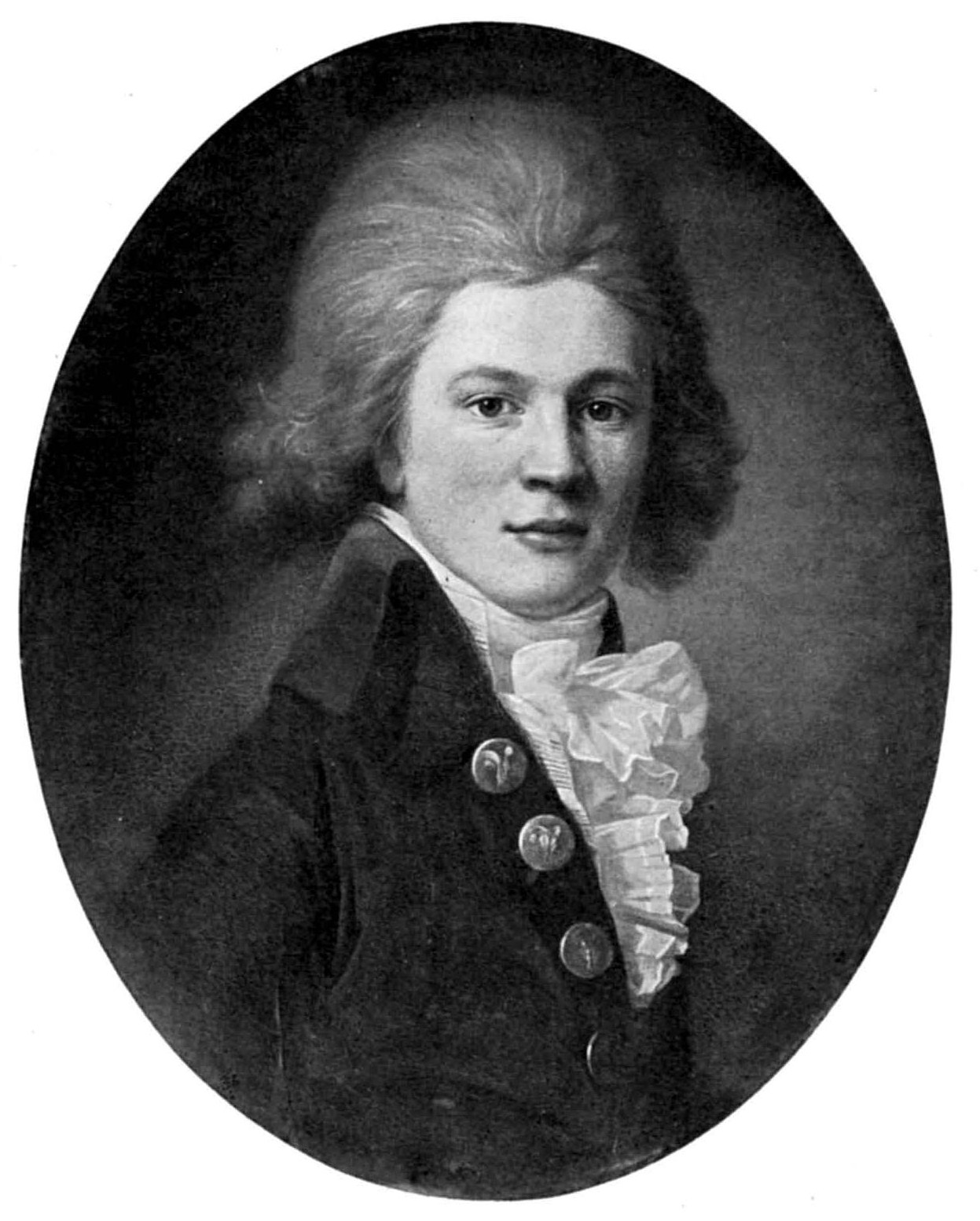
Репродукція портрета Павла Строганова. Художник Жан-Луї Вуаль (1795)

Приїзд у Францію молодого графа восени 1788 року збігся з підготовкою до виборів депутатів в Установчих зборів. За настановою вчителя, Павло Олександрович ніде не вказував свій титул і представлявся виключно як Поль Очер, обравши псевдонім за назвою одного з маєтків батька в Пермській губернії (нині Очер).
У Парижі Павло Олександрович продовжив домашню освіту. Крім того, розпочав вивчення німецької мови зі спеціально найманим вчителем, оволодівав військовим мистецтвом спільно з Григорієм Строгановим. З листів учителя Ромма з Павлом відомо, що до травня 1789 року вони майже не обговорювали політику, а всю увагу зосередили на освіті.
Починаючи від травня 1789 року Павло Олександрович разом з вчителем регулярно відвідували Версальський палац, де відбувалися засідання Генеральних штатів. Згодом, Ромм навіть орендував квартиру в Версалі, де проживав разом з Павлом до жовтня (поки Національні збори переїхали в Париж).
10 січня 1790 року Шарль Ромм заснував невеликий клуб «Товариство друзів закону», де Павло Олександрович значився бібліотекарем, однак у виступах на засіданнях клубу участі не брав. У листі від 18 березня 1790 року граф Олександр Сергійович порекомендував Ромму вивести Павла з Парижа, але вчитель пораду проігнорував.
19 червня 1790 року Ромм організував свято на честь роковин клятви в залі для гри в м'яч. В урочистостях брали участь відомі згодом революціонери: А. Барнав, брати Шарль й Олександр Ламети, А. Дюпор, М. Робесп'єр, Ж. Дантон. Павло Олександрович також брав участь у святкуванні, про що свідчить його підпис у зверненні членів клубу від 3 липня 1790 року до Національних зборів. Граф Олександр Строганов у листі від 20 червня 1790 року звернувся до Ромма з вимогою покинути Париж. Проте перед від'їздом Павло Олександрович встиг вступити до Якобінського клубу. 7 серпня 1790 року згідно з сертифікатом клубу його членом став громадянин Очер. 10 серпня 1790 року поліція підготувала Ромму й Павлу документи для проїзду в Рioм. Відомо, що Ромм записався до Якобінського клубу лише через три роки — 3 травня 1793 року.
Павло Олександрович Строганов разом з вчителем переїхав у Жимо. Там Ромм розпочав підготовку до виборів, а Павло Олександрович проявляв байдужість до політичної діяльності свого вчителя. Племінниця Ромма — Мієтт Тайан (Tailhand), писала подрузі:
Ти знаєш, моя дорога подружко, розпочались розмови щодо обрання пана Ромма депутатом. Цей вибір сприяв би честі патріотів. Народ отримав би справжнього захисника. Чекаючи можливості виступити з трибуни, він поки навчає громаду. Кожну неділю збирає навколо себе селян, яким читає газети й пояснює нові закони. <…> Пан граф, поки його гувернер повчає мешканців Жимо, користується можливістю, щоб розважатися з юними селянками.
Своє ставлення до революції Павло Олександрович висловив у листі до Луї Демішеля в листопаді 1790 року:
У листі, який я приватною оказією відправив батькові й у якому відкрито не міг висловитись, я повідомив, що захоплююсь Революцією, але в той же час дав йому зрозуміти, що вважаю подібну революцію непридатною для Росії. 
У грудні 1790 року Павло Олександрович у супроводі зі спеціально присланим двоюрідним братом, Миколою Миколайовичем Новосильцевим, покинув Францію.

## Політична кар'єра
Повернувшись на територію Російської імперії, молодий граф оселився в підмосковній садибі Братцево, де мешкала його мати. Це не було заслання, бо влада навіть не заважала Павлу Строганову отримувати листи від його друзів у революційній Франції.
Павло Олександрович не був звільнений з військової служби й до 1791 року значився поручником Преображенського полку, у 1792 році — камер-юнкером. Навесні 1793 року в Братцево граф Павло Олександрович Строганов одружився з княжною Софією Володимирівною Голіциною. До Санкт-Петербурга він повернувся наприкінці царювання Катерини ІІ.

1795 року Павло Строганов зустрічався з Олександром I, який повідомив, що є "завзятим шанувальником Французької революції і вважає себе послідовником «якобінців». Такі настрої майбутнього імператора насторожили Павла Олександровича й він звернувся до графа Миколи Новосильцева, щоб спільними зусиллями вберегти Олександра від «небезпечних помилок». Після державного перевороту 12 березня 1801 року граф Павло Строганов став одним з фаворитів молодого імператора Олександра. Того ж року в липні він представив імператорові проєкт створення Негласного комітету на який покладалися обов'язки розробляти плани проведення державних реформ. Павло Олександрович згодом очолив цей комітет і деякий час підтримував проведення ліберальних реформ, входив до тріумвірату (Кочубей, Чарторийський і Строганов), був прихильником скасування кріпосного права.

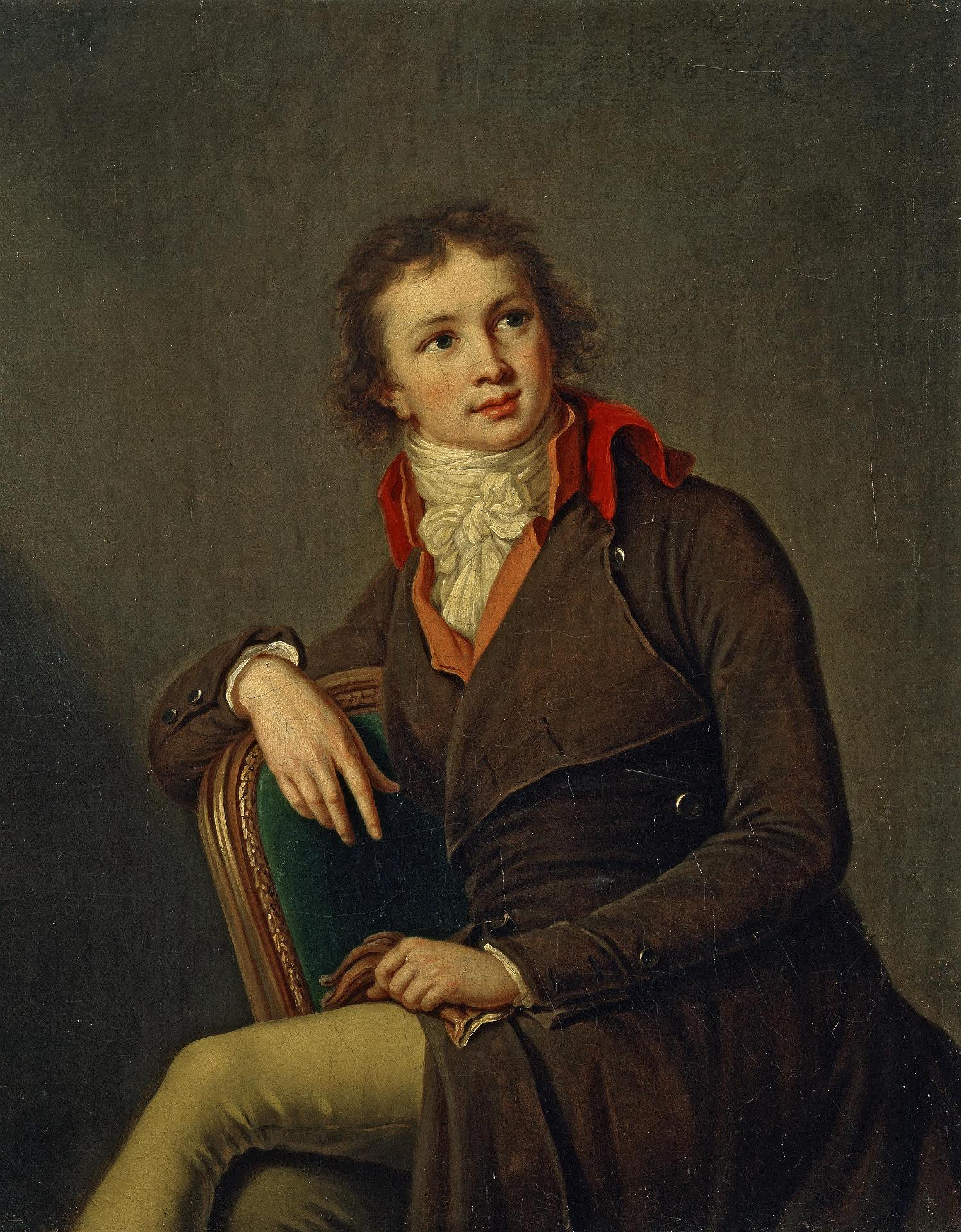
Портрет графа Павла Строганова. Художниця Елізабет Віже-Лебрен (1790-ті)

1798 року Павло Олександрович став дійсним камергером, від 1802 до 1807 рр. — таємний радник, сенатор, віцеміністр закордонних справ, товариш міністра внутрішніх справ. 1806 року Олександр I призначив його головою дипломатичної місії в Лондоні. Місія Павла Олександровича полягала в зближенні між Російською імперії і Сполученим Королівством і він розпочав переговори з англійцями щодо формування коаліцію проти Наполеона. Під час цих переговорів відбулася подія, що фактично зруйнувала всі його зусилля. Князь Адам Чарторийський подав у відставку з посади міністра закордонних справ і його наступником став Андрій Будберг, який ворожо ставився до поглядів Павла Олександровича. У серпні 1806 року він залишив Велику Британію і повернувся в Росію. У березні 1807 року Павло Строганов відмовився від займаних посад віцеміністра закордонних справ і сенатора, але не перестав виконувати важливу роль у політичному житті держави, так як Олександр І прислухався до нього як до людини, що бездоганного знає дипломатію і військову справу.

## Військова кар'єра

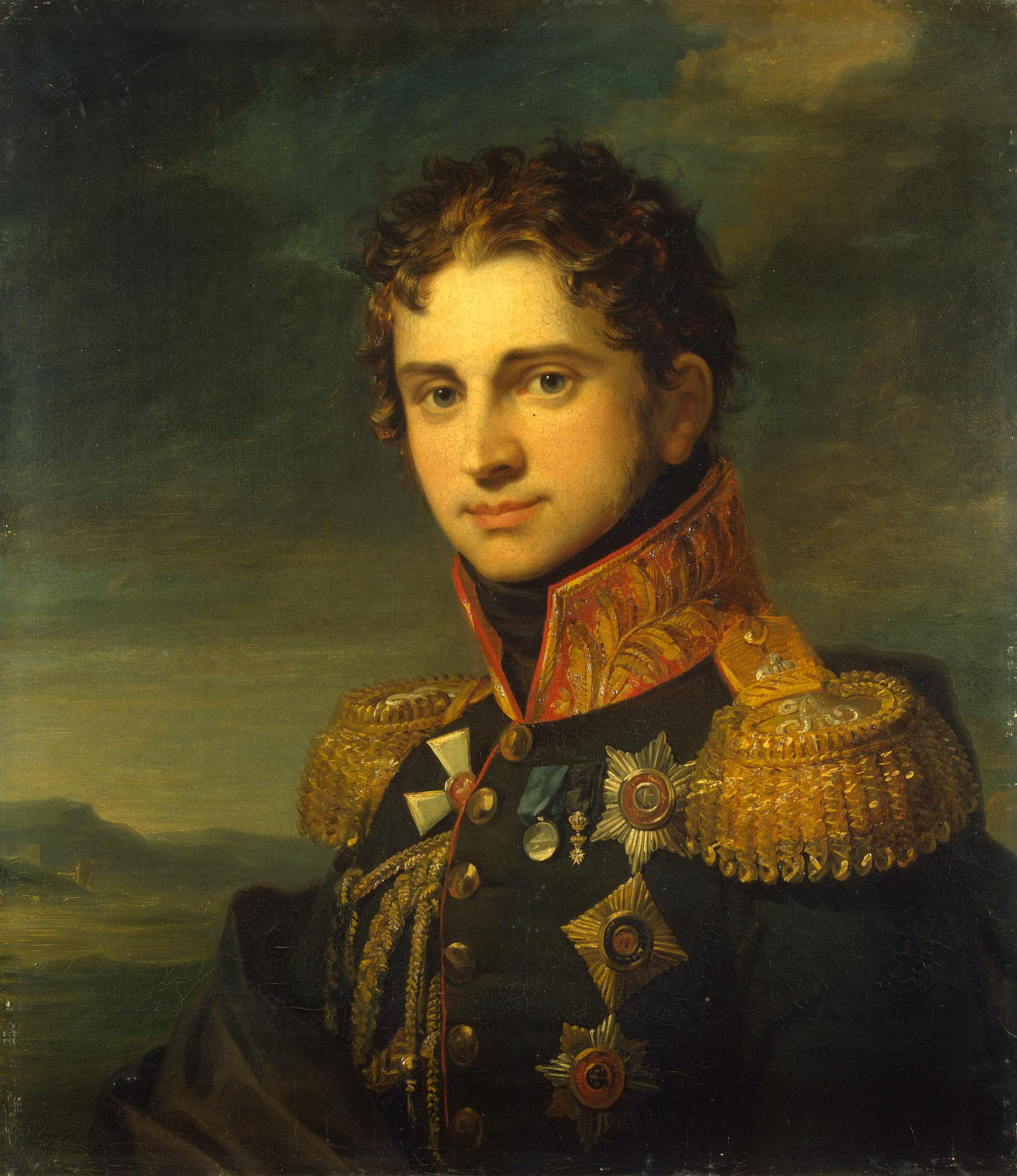
Портрет Павла Олександровича Строганова. Художник Джордж Доу (1812). Військова галерея Зимового палацу

Павло Олександрович Строганов супроводжував імператора Олександра в поході проти Наполеона в складі 3 коаліції і став мимовільним учасником битви під Аустерліцом. 1807 року очолив козацький полк, вступивши на військову службу волонтером. 22 серпня 1807 року Павло Олександрович Строганов був нагороджений орденом Святого Георгія 3-го ступеня.
21 грудня 1807 року граф Строганов отримав чин генерал-майора, що означало початок його дійсної військової служби. 27 січня 1808 року вступив у ряди лейб-гвардії Ізмайловського полку. Брав участь у Російсько-шведській війні 1808—1809 рр., служив під керівництвом генерала Петра Багратіона й брав участь у захопленні Аландських островів.
Від 1809 до 1811 рр. служив у лавах Дунайської армії і проявив хоробрість у багатьох битвах з турками під час збройного конфлікту між Російською та Османською імперіями. За виявлені в боях мужність і відвагу був нагороджений золотою шпагою з діамантами й написом «За хоробрість», орденами Святої Анни 1-го ступеня і Святого Володимира 2-го ступеня (1809), алмазними знаками до ордена Святої Анни 1-го ступеня (1810). 28 травня 1809 Павло Олександрович — командир лейб-гренадерського полку й одночасно бригадний начальник 1-ї гренадерської дивізії. 15 листопада 1811 року став генерал-ад'ютантом.
7 вересня 1812 року під час Бородінської битви командував 1-ю гренадерської дивізією, згодом замінив пораненого генерала Миколу Тучкова, командира 3-го піхотного корпусу. 30 жовтня 1812 року Строганову присвоєно чин генерал-лейтенанта. На чолі 3-го піхотного корпусу брав участь у битвах при Тарутине (18 жовтня 1812 року), під Малоярославцем (24 жовтня 1812 року) і Червоним (15—18 листопада 1812 року).
З 16 по 19 жовтня 1813 року брав участь у, так званій, Битві народів під Лейпцигом й одержав орден Святого Олександра Невського. Очолював російські війська під час штурму фортеці Штаде недалеко від Гамбурга.
1814 року під час кампанії у Франції командував корпусом у битві при Краонні. За цей бій 23 квітня чи 28 жовтня 1814 року отримав орден Святого Георгія 2-го класу. 3 вересня 1814 року очолив 2-гу гвардійську піхотну дивізію.

## Останні роки, затвердження майорату

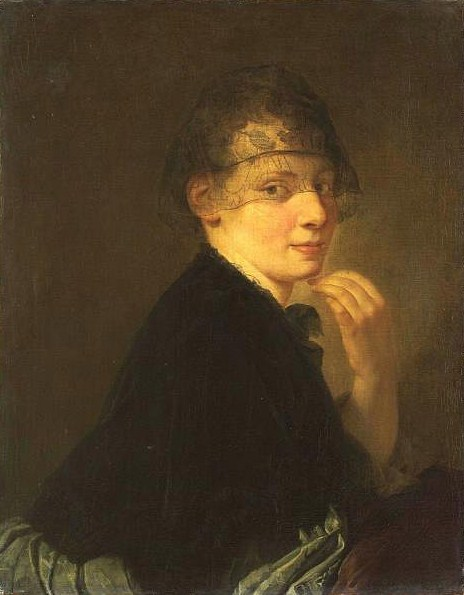
Софія Строганова (1820)

23 лютого 1814 року в битві біля Краонна загинув на очах Павла Олександровича єдиний син — Олександр Павлович Строганов у 19 років. Цю подію Олександр Пушкін описав у 6-му розділі «Євгенія Онєгіна». Після цієї трагедії граф Строганов поринув у глибоку меланхолію і став втрачати інтерес до життя. Він два дня шукав на полі битви тіло сина, згодом супроводжував його до Росії.

1816 року подружжя Строганових звернулися до Олександра І з проханням надати їхнім володінням майорат, щоб не дробити родовий маєток між чотирма дочками.

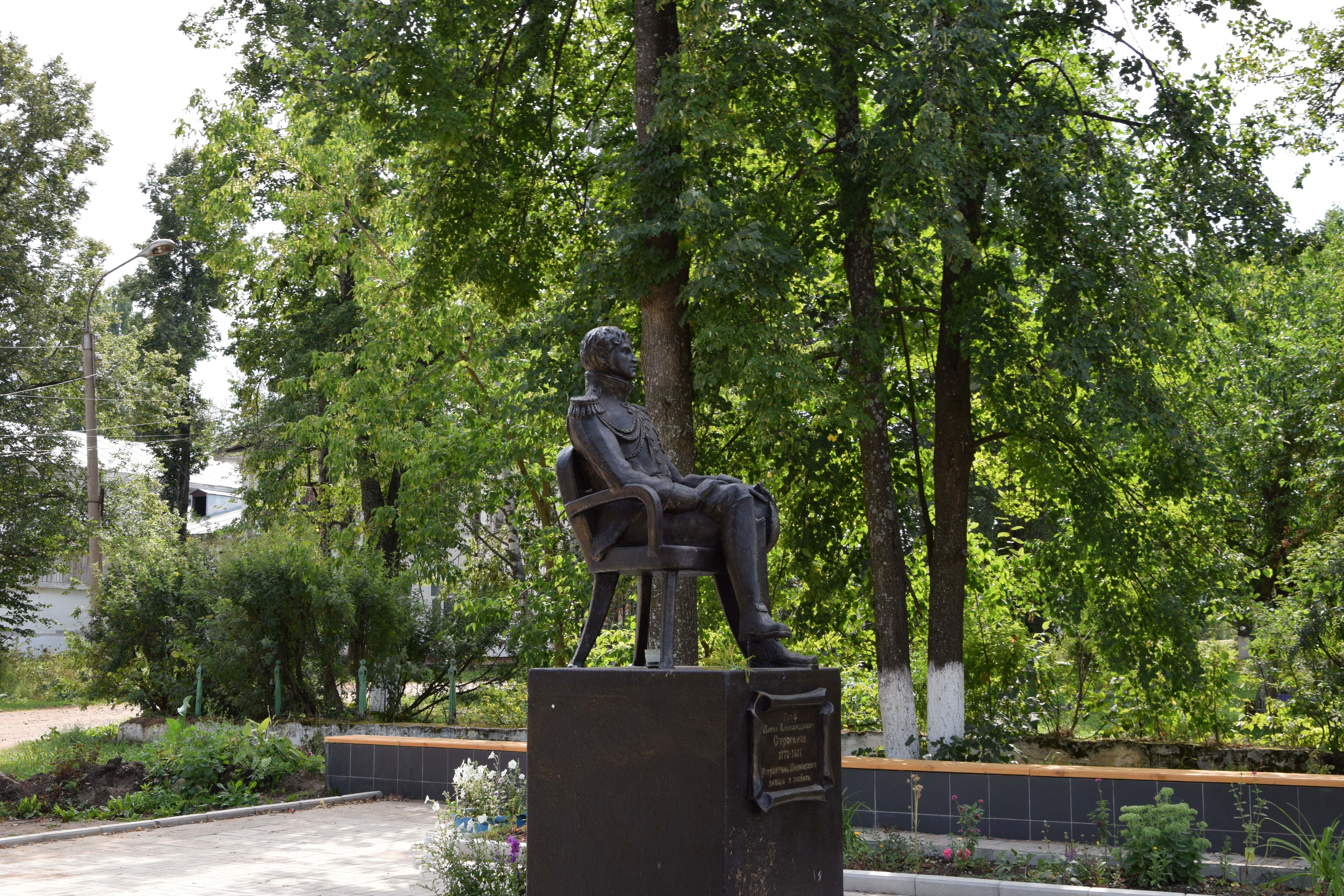
Пам'ятник графу Павлу Олександровичу Строганову «Засновнику Павловського заводу й селища». Встановлений в смт. Павловський, Росія. Відкритий 23 липня 2016 року до 200-річчя селища.

Згодом, 10 червня 1817 року граф Павло Олександрович Строганов помер від сухот на кораблі дорогою до Копенгагена. Він був похований на Лазаревському кладовищі в Олександро-Невській лаврі в Санкт-Петербурзі.
Через два місяці, 11 серпня 1817 року, надійшов іменний імператорський указ, в якому всі нерухомі володіння покійного графа Павла Строганова в Пермській, Нижегородської і Санкт-Петербурзької губерніях повинні складати неподільний маєток і передаватися родині Строганових.
Після смерті Павла Олександровича майоратом Строганових керувала вдова — Софія Володимирівна. 1833 року Пермський майорат Строганових складав 1 625 551 десятин землі, на яких працювало 57 778 душ чоловічої і 67 312 душ жіночої статі, і «був поділений на п'ять округів: Ільїнський — площею 397 638 десятин, Новоусольский — 331 548 десетин, Очерський — 361 142 десятин, Іньвенський — 390 179 десятин і Білімбаєвський — площею 71 118 десятин».
Після смерті Софії Володимирівни Строганової 1845 року Пермський майорат успадкувала старша донька Наталя Павлівна, яка доручила управління майоратом своєму чоловікові — Сергію Григоровичу Строганову. Для другої дочки Аглаїди був заснований майорат на базі маєтку «Мар'їно», що перейшов до роду Голіциних.

## Родина
6 травня 1793 року Павло Олександрович одружився з князівною Софією Володимирівною Голіциною (1775—1845), сестрою московського генерал-губернатора Дмитра Володимировича Голіцина, дочкою «вусатої княгині» Наталії Голіциної. У подружжя було п'ятеро дітей:
- граф Олександр Павлович (1794—23 лютого 1814)
- графиня Наталія Павлівна (1796—1872) — єдина спадкоємниця строгановськогго майорату, дружина чотириюрідного брата, барона С. Р. Строганова, який успадкував графський титул Строганових.
- княгиня Аглая Павлівна (Аделаїда; 1799—1882) — фрейліна, дама ордену св. Катерини меншого хреста, від 1821 року дружина князя В. С. Голіцина (1794—1836); від 1845 року — власниця Мар'їно.
- княгиня Єлизавета Павлівна (1802—1863) — дружина ясновельможного князя Івана Дмитровича Салтикова (1797—1832).
- графиня Ольга Павлівна (1808—1837) — від 1829 року дружина графа П. К. Ферзена (1800—1884).

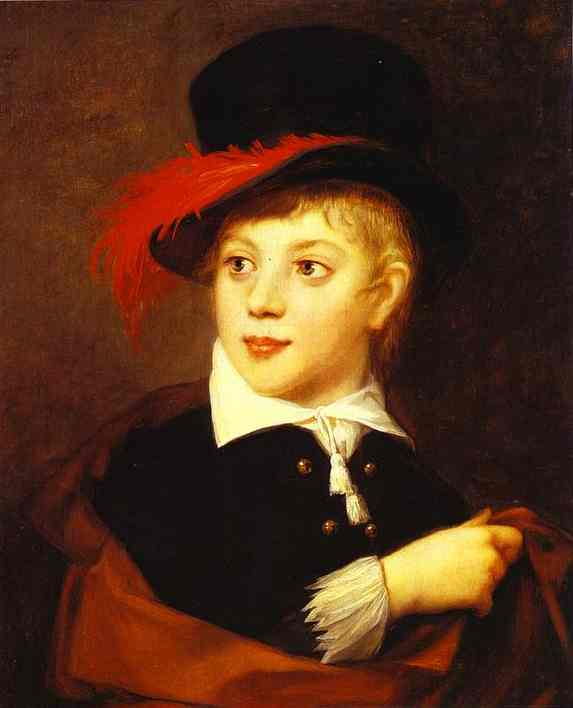
Олександр Павлович, син
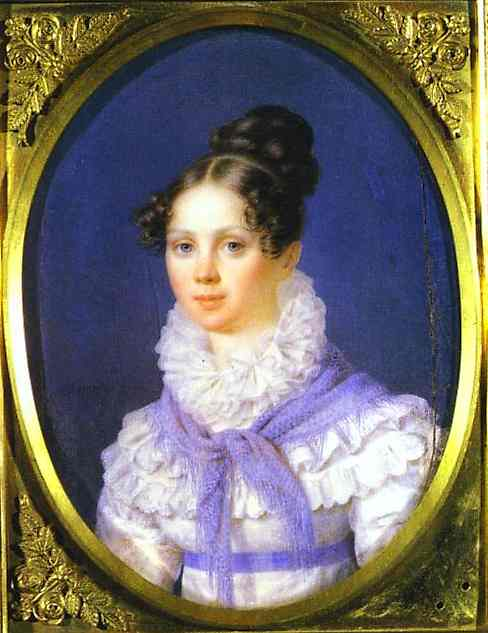
Наталія Павлівна, дочка
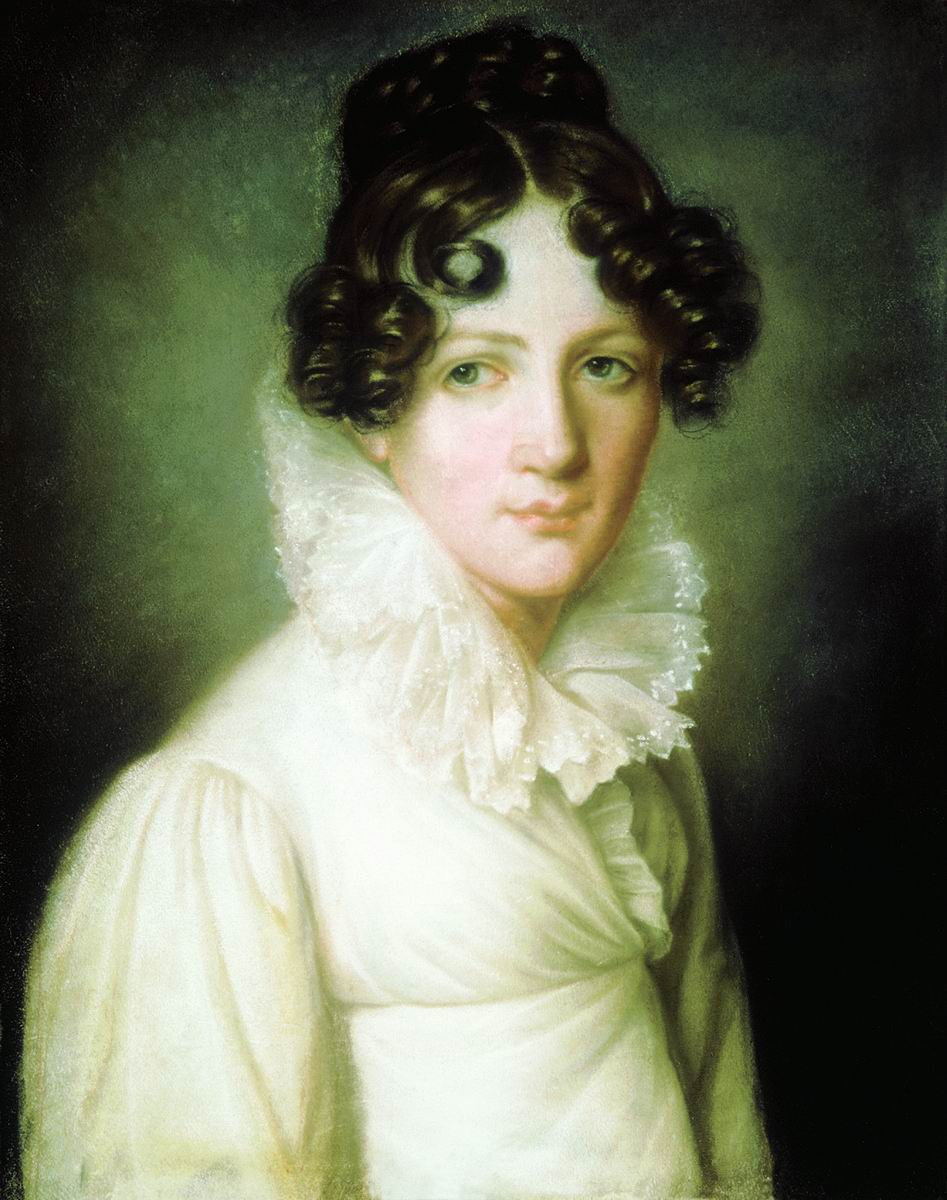
Наталія Павлівна, дочка
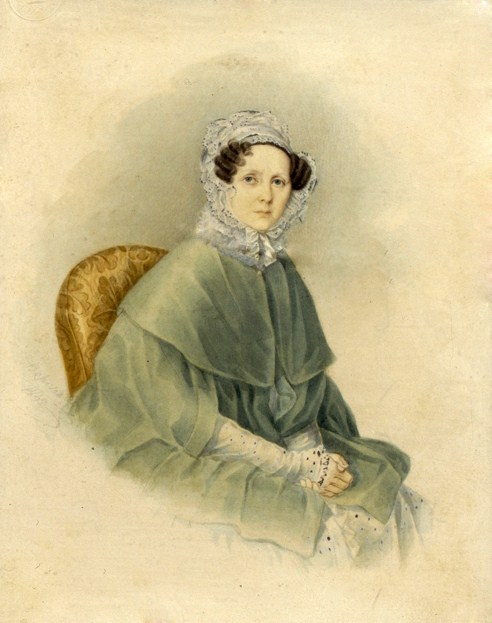
Наталія Павлівна, дочка
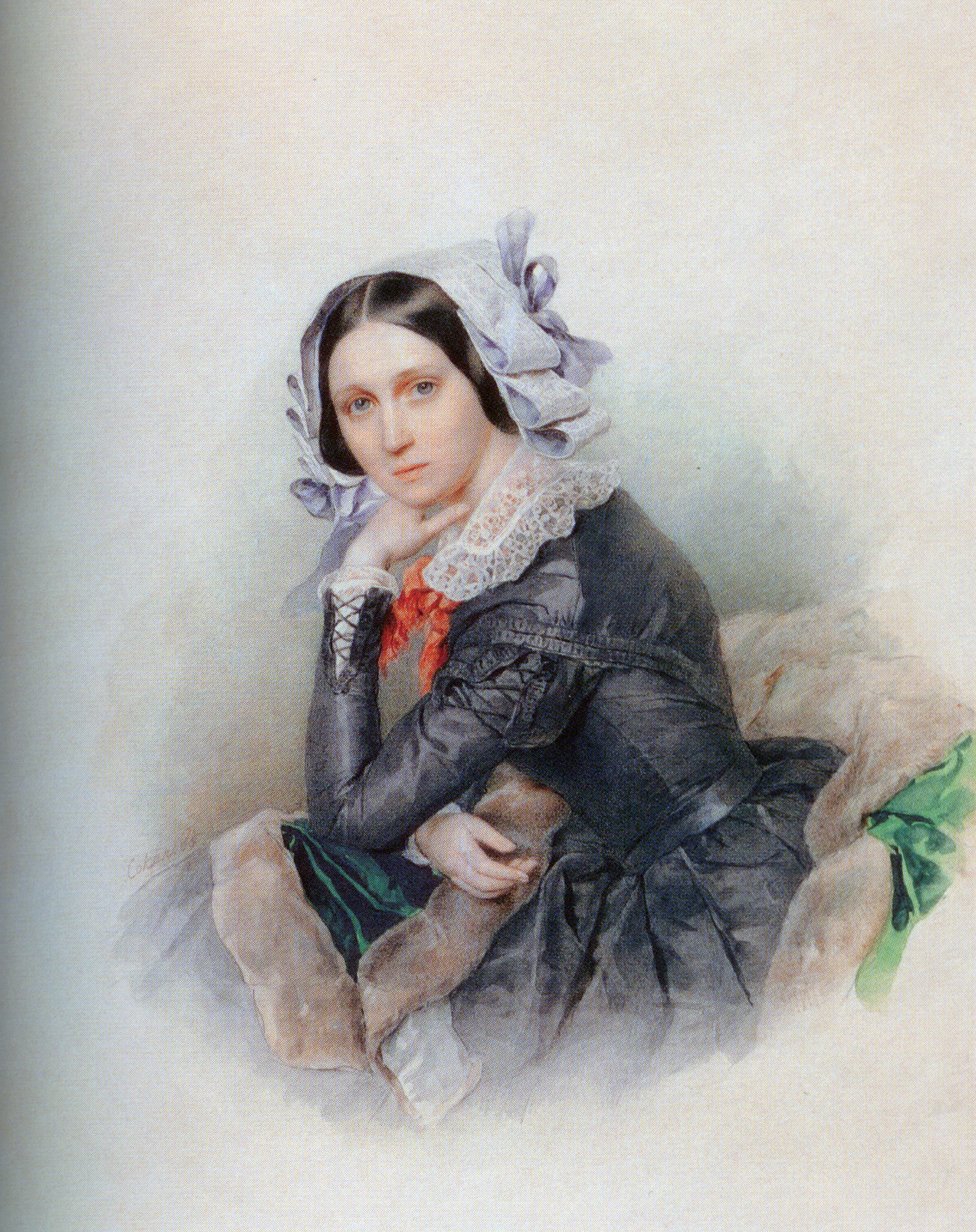
Аделаїда Павлівна, дочка
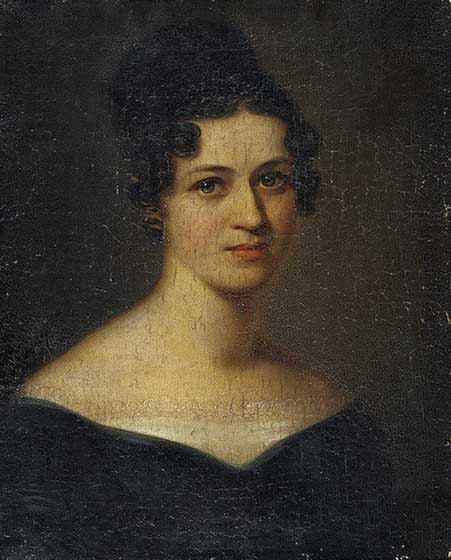
Аделаїда Павлівна, дочка
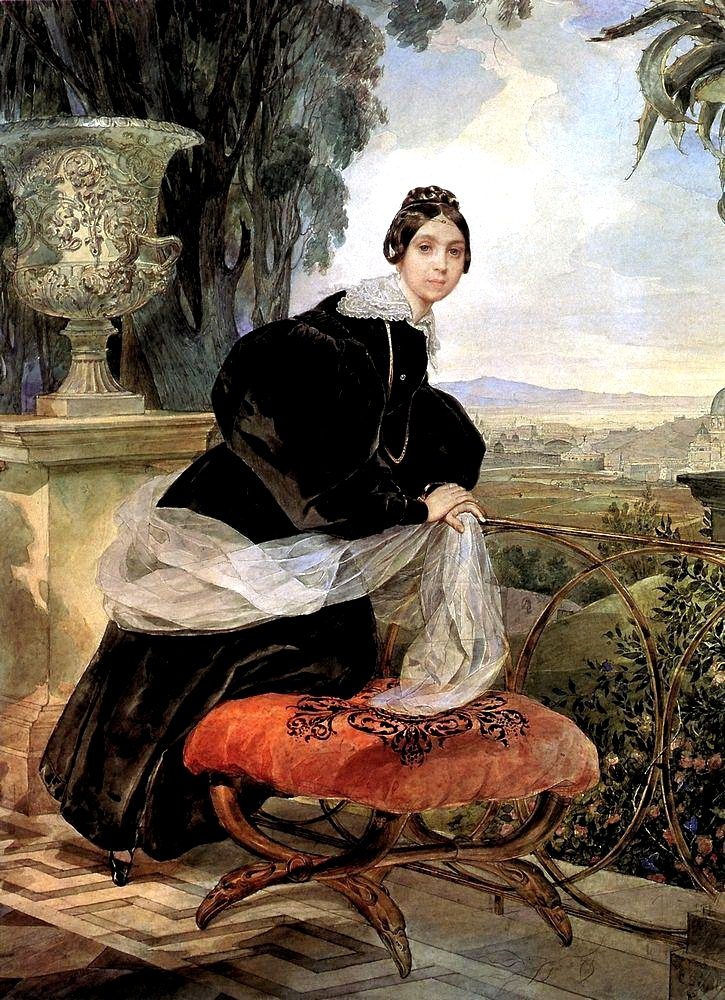
Єлизавета Павлівна, дочка
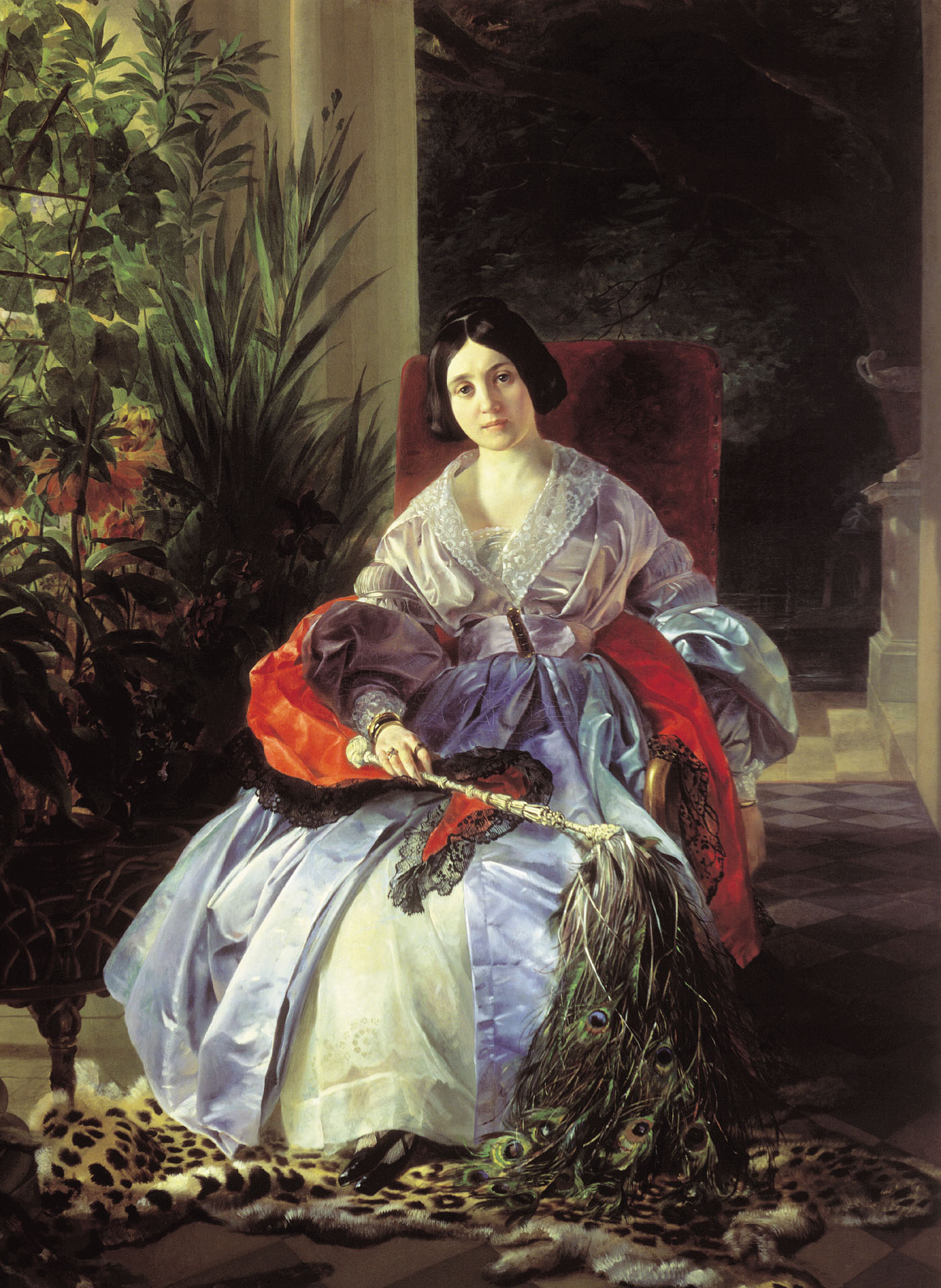
Єлизавета Павлівна, дочка
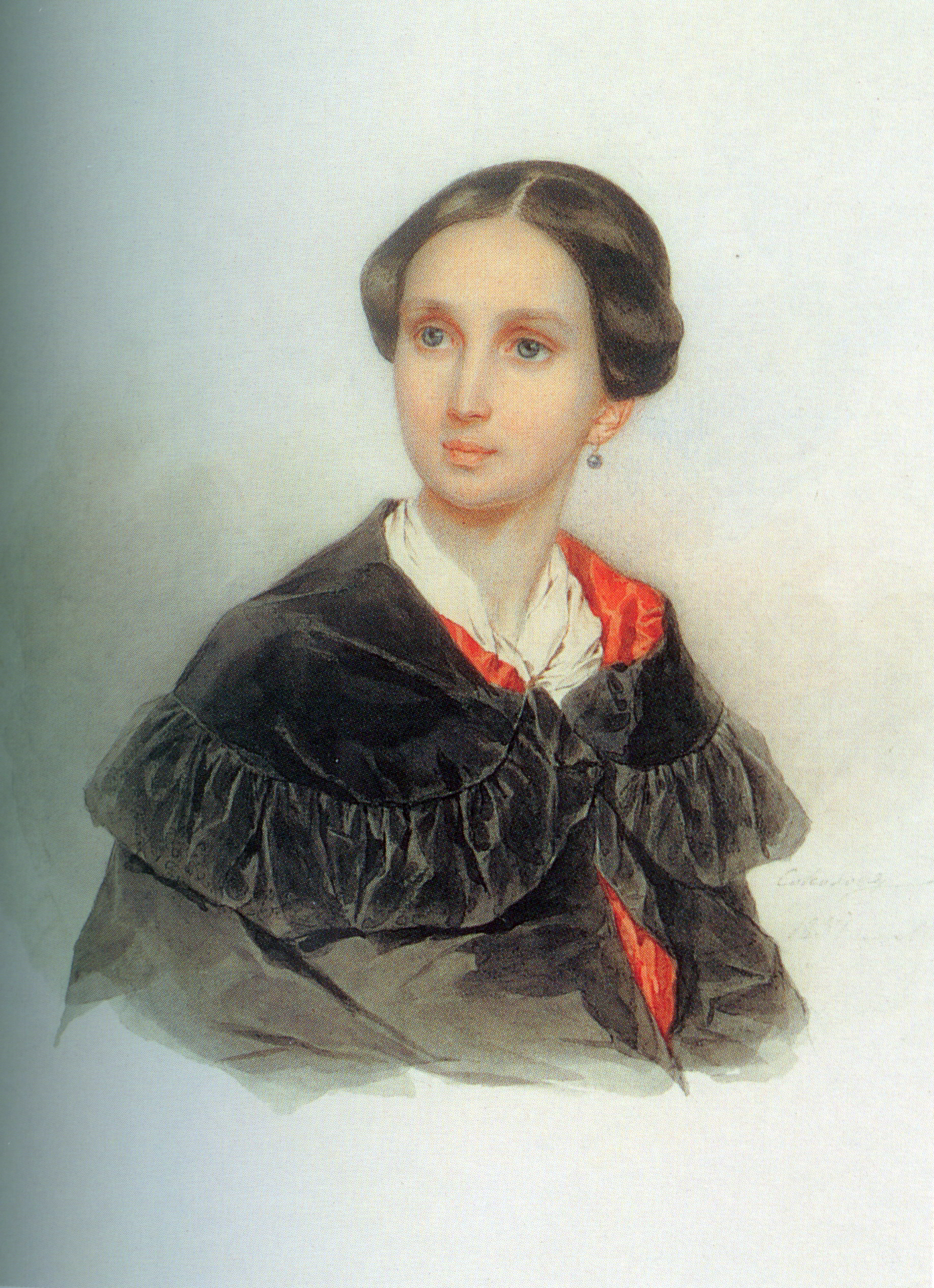
Ольга Павлівна, дочка
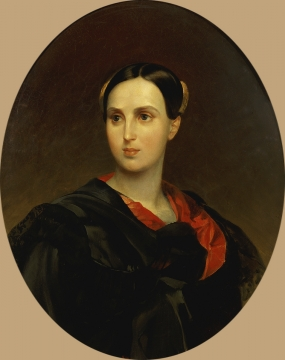
Ольга Павлівна, дочка